# Daphnusa sinocontinentalis
Daphnusa sinocontinentalis — вид лускокрилих родини бражникові (Sphingidae).

## Поширення
Поширений у Південно-Східній Азії і Таїланді.

## Опис
Розмах крил 80-112 мм.

## Спосіб життя
Гусениці живляться рослинами з родів Nephelium та Durio.